# Alpské lyžování na Zimních olympijských hrách 2014 – kvalifikace
Tento článek pojednává o kvalifikačních kritériích pro účast v závodech v alpském lyžování na Zimních olympijských hrách 2014.

## Kvalifikační kritéria
Na Zimních olympijských hrách 2014 v Soči byla stanovena kvóta maximálně 320 startujících závodníků a závodnic. Každý národní olympijský výbor mohlo reprezentovat maximálně 22 závodníků, a to nejvýše 14 v mužské nebo 14 v ženské kategorii.
Pro účast v závodech museli závodníci splnit některé z limitů A nebo B. Limit A počítá s tím, že byl závodník zařazen mezi 500 nejlepšími lyžaři na seznamu podle získaných FIS bodů (bodů Mezinárodní lyžařské federace). Kvalifikační období pro limit A odstartovalo v červenci 2012 a skončilo 20. ledna 2014.
Národní olympijské výbory, jejichž závodníci nesplňovali limity A, mohly do závodu nominovat po jednom lyžaři každého pohlaví, a to splněním limitu B. Toto kritérium se označuje jako základní kvóta. Ta předpokládá, že závodník startující podle limitu B získal alespoň 140 FIS bodů nejpozději do 20. ledna 2014. FIS body byly vypočítávány jako průměr pěti výsledků technických disciplín (slalomů nebo obřích slalomů) a tří výsledků rychlostních disciplín (sjezdů, super obřích slalomů nebo super kombinací).

### Přidělení kvót
Základní kvóta
Základní kvóta povolovala každému národnímu olympijskému výboru nominovat jednoho závodníka každého pohlaví splněním limitu B.
Umístění mezi 500 nejlepšími v seznamu FIS bodů
Každému národnímu olympijskému výboru bylo přiděleno další místo pro účast v závodech tehdy, jestliže se závodník umístil na seznamu získaných FIS bodů mezi 500 nejvýše postavenými lyžaři. Kritérium platilo shodně pro obě pohlaví.
Umístění mezi 100 nejlepšími v seznamu FIS bodů
Další místo mmohlo být přiděleno každému národnímu olympijskému výboru, pokud se některý závodník umístil na seznamu získaných FIS bodů mezi 100 nejvýše postavenými lyžaři. Kritérium platilo shodně pro obě pohlaví.
Umístění mezi 30 nejlepšími v seznamu FIS bodů
Každému národnímu olympijskému výboru bylo přiděleno další místo pro účast v závodech tehdy, jestliže se závodník umístil na seznamu získaných FIS bodů mezi 30 nejvýše postavenými lyžaři. Pokud se některý závodník umístil mezi nejvýše 30 postavenými závodníky ve více disciplínách nebo měl některý národ více lyžařů mezi nejvýše 30 postavenými lyžaři v různých disciplínách, získal možnost startu až dvou dalších závodníků. Kritérium platilo shodně pro obě pohlaví.
Zbývající kvóty
Zbývající kvóty byly jednotlivým národním olympijským výborům přiřazovány do 20. ledna 2014, a to dokud nebylo dosaženo maximálního počtu 320 startujících lyžařů. Pokud dosáhl některý národ maximálního počtu závodníků, jeho další závodníci byli v seznamu vynecháni.
Každý sportovec mohl být na seznam startujících závodníků započítán jen jednou. Pokud splnil jeden lyžař některého národu všech pět kritérií současně, získal národní olympijský výbor pouze jedno místo, nikoliv další čtyři.

### Seznam FIS bodů
Následující tabulka ukazuje, jakým způsobem získávali závodníci body FIS do seznamu.
| Seznam FIS bodů                                                | Sjezd    | Super obří slalom | Super kombinace | Slalom   | Obří Slalom |
| -------------------------------------------------------------- | -------- | ----------------- | --------------- | -------- | ----------- |
| umístění ≤500 ve sjezdu, super obřím slalomu a super kombinaci | <80 bodů | <80 bodů          | <80 bodů        | 140 bodů | 140 bodů    |
| umístění ≤500 v obřím slalomu a slalomu                        | –        | <80 bodů          | <80 bodů        | 140 bodů | 140 bodů    |
| Limit B                                                        | –        | –                 | –               | 140 bodů | 140 bodů    |

## Kvalifikované země
Seznam kvalifikovaných národů platný k 23. prosinci 2013.
| Národní olympijský výbor  | Muži | Ženy | Přidělené kvóty | Závodníků |
| ------------------------- | ---- | ---- | --------------- | --------- |
| Albánie                   | 1    |      |                 | 1         |
| Americké Panenské ostrovy |      | 1    |                 | 1         |
| Andorra                   | 2    | 2    |                 | 4         |
| Argentina                 | 4    | 4    |                 | 8         |
| Arménie                   | 1    |      |                 | 1         |
| Austrálie                 | 2    | 3    |                 | 5         |
| Ázerbájdžán               | 1    |      |                 | 1         |
| Bělorusko                 | 1    | 1    |                 | 2         |
| Belgie                    | 3    | 2    |                 | 5         |
| Bosna a Hercegovina       | 2    | 1    |                 | 3         |
| Brazílie                  | 1    | 1    |                 | 2         |
| Bulharsko                 | 3    | 1    |                 | 4         |
| Chile                     | 3    | 1    |                 | 4         |
| Čína                      | 1    | 1    |                 | 2         |
| Černá Hora                | 1    |      |                 | 1         |
| Česko                     | 3    | 4    |                 | 7         |
| Dánsko                    | 1    | 2    |                 | 3         |
| Estonsko                  | 1    | 1    |                 | 2         |
| Finsko                    | 5    | 4    |                 | 9         |
| Francie                   | 5    | 5    | 3               | 13        |
| Gruzie                    | 2    | 1    |                 | 3         |
| Chorvatsko                | 5    | 3    | 1               | 9         |
| Island                    | 2    | 2    |                 | 4         |
| Indie                     | 1    |      |                 | 1         |
| Írán                      | 2    | 1    |                 | 3         |
| Irsko                     | 1    | 1    |                 | 2         |
| Izrael                    | 1    | 1    |                 | 2         |
| Itálie                    | 5    | 5    | 3               | 13        |
| Japonsko                  | 4    | 3    |                 | 7         |
| Jižní Korea               | 3    | 2    |                 | 5         |
| Kajmanské ostrovy         | 1    |      |                 | 1         |
| Kanada                    | 5    | 5    | 1               | 11        |
| Kazachstán                | 3    | 1    |                 | 4         |
| Kypr                      | 1    |      |                 | 1         |
| Kyrgyzstán                | 1    |      |                 | 1         |
| Libanon                   | 1    | 1    |                 | 2         |
| Lichtenštejnsko           | 2    | 5    |                 | 7         |
| Litva                     | 1    | 1    |                 | 2         |
| Lotyšsko                  | 3    | 2    |                 | 5         |
| Lucembursko               | 1    |      |                 | 1         |
| Maďarsko                  | 1    | 2    |                 | 3         |
| Makedonie                 | 1    |      |                 | 1         |
| Malta                     |      | 1    |                 | 1         |
| Mexiko                    | 1    |      |                 | 1         |
| Moldavsko                 | 2    |      |                 | 2         |
| Monako                    | 2    | 1    |                 | 3         |
| Maroko                    | 1    | 1    |                 | 2         |
| Německo                   | 5    | 5    | 2               | 12        |
| Nizozemsko                | 3    | 2    |                 | 5         |
| Norsko                    | 5    | 5    | 3               | 13        |
| Nový Zéland               | 3    | 2    |                 | 5         |
| Pákistán                  | 1    |      |                 | 1         |
| Polsko                    | 3    | 3    |                 | 6         |
| Portoriko                 |      | 1    |                 | 1         |
| Portugalsko               | 1    | 1    |                 | 2         |
| Rakousko                  | 5    | 5    | 9               | 19        |
| Rumunsko                  | 2    | 1    |                 | 3         |
| Rusko                     | 5    | 5    |                 | 10        |
| Řecko                     | 1    | 1    |                 | 2         |
| San Marino                | 1    |      |                 | 1         |
| Slovensko                 | 4    | 5    |                 | 9         |
| Slovinsko                 | 4    | 5    | 1               | 10        |
| Spojené státy americké    | 5    | 5    | 8               | 18        |
| Srbsko                    | 1    | 1    |                 | 2         |
| Španělsko                 | 3    | 4    |                 | 7         |
| Švédsko                   | 5    | 5    | 1               | 11        |
| Švýcarsko                 | 5    | 5    | 12              | 22        |
| Tádžikistán               | 1    |      |                 | 1         |
| Thajsko                   | 1    |      |                 | 1         |
| Turecko                   | 1    | 1    |                 | 2         |
| Ukrajina                  | 1    | 1    |                 | 2         |
| Uzbekistán                | 1    | 1    |                 | 2         |
| Velká Británie            | 4    | 3    |                 | 7         |
| Zimbabwe                  | 1    |      |                 | 1         |
| Celkem: 74 NOV            | 165  | 141  | 44              | 350       |

### Muži
| Kritéria                                                                              | Počet závodníků NOV | Celkem závodníků | Kvalifikovaná země |
| ------------------------------------------------------------------------------------- | ------------------- | ---------------- | --- |
| Umístění mezi nejlepšími 100, 500, základní kvóta + dvě umístění mezi nejlepšími 30   | 5                   | 75               | Rakousko · Kanada · Chorvatsko · Finsko · Francie · Německo · Velká Británie · Itálie · Norsko · Rusko · Slovinsko · Slovensko · Švédsko · Švýcarsko · Spojené státy americké |
| Umístění mezi nejlepšími 100, 500, základní kvóta + jedno umístění mezi nejlepšími 30 | 4                   | 12               | Argentina · Japonsko · Španělsko · |
| Umístění mezi nejlepšími 100, 500 + základní kvóta                                    | 3                   | 24               | Belgie · Chile · Česko · Kazachstán · Nizozemsko · Nový Zéland · Polsko · Jižní Korea |
| Umístění mezi nejlepšími 500 + základní kvóta                                         | 2                   | 24               | Andorra · Austrálie · Bosna a Hercegovina · Bulharsko · Gruzie · Island · Írán · Lotyšsko · Lichtenštejnsko · Moldavsko · Monako · Rumunsko |
| Základní quota                                                                        | 1                   | 31               | Albánie · Arménie · Ázerbájdžán · Bělorusko · Brazílie · Kajmanské ostrovy · Čína · Kypr · Dánsko · Estonsko · Řecko · Maďarsko · Irsko · Izrael · Kyrgyzstán · Libanon · Litva · Lucembursko · Makedonie · Mexiko · Černá Hora · Maroko · Pákistán · Portugalsko · San Marino · Srbsko · Thajsko · Turecko · Ukrajina · Uzbekistán · Zimbabwe |
| Celkem                                                                                |                     | 166              | |

### Ženy
| Kritéria                                                                              | Počet závodnic NOV | Celkem závodnic | Kvalifikovaná země |
| ------------------------------------------------------------------------------------- | ------------------ | --------------- | --- |
| Umístění mezi nejlepšími 100, 500, základní kvóta + dvě umístění mezi nejlepšími 30   | 5                  | 65              | Rakousko · Kanada · Francie · Německo · Itálie · Lichtenštejnsko · Norsko · Rusko · Slovensko · Slovinsko · Švédsko · Švýcarsko · Spojené státy americké |
| Umístění mezi nejlepšími 100, 500, základní kvóta + jedno umístění mezi nejlepšími 30 | 4                  | 16              | Argentina · Česko · Finsko · Španělsko · |
| Umístění mezi nejlepšími 100, 500 + základní kvóta                                    | 3                  | 15              | Austrálie · Belgie · Velká Británie · Japonsko · Polsko · |
| Umístění mezi nejlepšími 500 + základní kvóta                                         | 2                  | 22              | Andorra · Bulharsko · Chile · Chorvatsko · Dánsko · Maďarsko · Island · Nizozemsko · Nový Zéland · Jižní Korea · Ukrajina |
| Základní kvóta                                                                        | 1                  | 23              | Bosna a Hercegovina · Bělorusko · Brazílie · Čína · Estonsko · Gruzie · Řecko · Kazachstán · Írán · Irsko · Izrael · Lotyšsko · Libanon · Litva · Monako · Maroko · Portugalsko · Portoriko · Rumunsko · Srbsko · Turecko · Americké Panenské ostrovy · Uzbekistán |
| Celkem                                                                                |                    | 141             | |